# N-333
La carretera N-333 era una antigua carretera nacional que unía la ciudad de Écija (Sevilla) hacia Jerez de la Frontera (Cádiz). 
La N-333 sido sustituida, en su trazado, por las actuales carreteras autonómicas A-364 (Écija - A-92, pasando por Marchena) y A-394 (A-92 - N-IV, pasando por Utrera).

## Itinerario Écija-Jerez de la Frontera
Dicho itinerario estaba formado antiguamente por la carretera nacional N-333 (Écija-Jerez de la Frontera) y en la actualidad por las autonómicas A-364, A-92 y A-394. Por lo tanto las autonómicas A-364 y A-394 siguen el trazado de la antigua N-333.
Dicho itinerario constituía antiguamente un by-pass de la antigua carretera radial N-IV (Madrid-Cádiz) para evitar que los conductores que se dirigían desde la ciudad de Cádiz hasta Madrid, o viceversa, tuviesen que pasar por la ciudad de Sevilla.
Hoy día la importancia de dicho itinerario es como by-pass entre la autovía radial A-4 (Madrid-Cádiz) y la actual carretera nacional N-IV (actualmente Sevilla-Cádiz). Así se evita tener que pasar por el Área metropolitana de Sevilla. El itinerario soporta en la actualidad un alto nivel de tráfico pesado. Por ello se ha planteado la posibilidad de la conversión en autovía o la construcción de una autopista de peaje siguiendo este itinerario.

### Descripción del ItinerarioÉcija-Jerez de la Fronteraen la actualidad
- Viniendo desde Cádiz por la N-IV, a la altura del kilómetro 580 de la N-IV nos desviamos a la derecha, los carteles nos indican la carretera de entrada a Utrera.

- Accedemos a ella, después de recorrer 2,5 km nos encontramos a la derecha El Monasterio de El Palmar de Troya, seguimos y atravesamos El Palmar, cogiendo un desvío a la derecha podemos visitar «El embalse del Águila».

- Dejamos el Palmar, recorremos 10 km y ya estamos a la entrada de Utrera, donde cogiendo un desvío podemos llegar a tomar la carretera de Sevilla.

- Al dejar Utrera siguiendo la carretera llegamos a Arahal (A-92).

- Recorriendo la A-92 hasta la altura de Montepalacio enlazamos con la A-364 (Écija-A-92), que pasa por Marchena y nos lleva hasta la Autovía del Sur (A-4) en las proximidades de Écija.